# استفتاءات حالة دونباس 2014
أجريت في منطقة دونباس أو حوض دونيتس عدة استفتاءات سميت باستفتاءات حالة دونباس.
منذ بداية 2014 شهدت أوكرانيا احتجاجات واسعة سميت باحتجاجات الميدان الأوروبي ونتجت عنها سقوط الرئيس يانوكوفيتش، وانقسمت البلاد إلي قسم موالي للاتحاد الأوروبي وقسم موالي لروسيا، الموالون لروسيا احتجوا على سقوط الرئيس فيكتور يانوكوفيتش (الذي لجأ لروسيا) وتظاهروا ضد السلطة الجديدة وتكونت احتجاجات عرفت باسم أزمة القرم 2014 والتي نتج عنها استفتاء القرم 2014 والذي بدوره أعلن قيام جمهورية القرم والتي إنضمت إلى روسيا، وكذلك استفتاء دونيتسك 2014 والذي هو كذلك أعلن قيام جمهورية دونيتسك الشعبية، بالإضافة لاستفتاء لوغانسك 2014 الذي أعلن جمهورية لوغانسك الشعبية.
في المقابل أجرت الحكومة الأوكرانية استفتاء مضاداً في مقاطعتي دوبروبيليا رايون وكراسنوارميسك رايون التابعتين لدونيتسك أوبلاست بهدف الاندماج مع دنيبروبتروفسك أوبلاست.

## استفتاء مضاد
أجري هذا الاستفتاء في ديبالتسيفي ويناكييفي وماريوبول وفولنوفاخا وأفدييفكا ونوفوازوفسك وياسينوفاتا في إقليم دونيتسك وإقليم لوغانسك، وسمي باستفتاء للسلام والنظام والوحدة.
كان السؤال هو: هل أنت مع الحفاظ على مجتمعك الإقليمي ضمن أوكرانيا واستعادة الوحدة مع دنيبروبتروفسك أوبلاست؟، وكانت النتيجة كما يلي:
| الاختيار                                        | النسبة المئوية |
| ----------------------------------------------- | -------------- |
| نعم                                             | 69.1 %         |
| ضد الانفصال وضد الوحدة مع دنيبروبتروفسك أوبلاست | 27.2           |
| ضد الانفصال                                     | 3.7            |
| المجموع                                         | 100 %          |